# Die neuen Nazis
Die neuen Nazis ist der Titel einer deutschen Fernsehdokumentation aus dem Jahr 2012, die in vier Teilen zu je 45 Minuten ausgestrahlt wurde. Sie hat hauptsächlich die Entwicklung des Rechtsextremismus in Deutschland (bis 1990 sowohl der westdeutschen Bundesrepublik als auch der DDR) seit der Zeit um die 1964 erfolgte Gründung der NPD zum Thema (Teil 1 bis 1989/90 und Teil 2 nach 1990). Dabei werden den Filmberichten mit bekannt gewordenen Beispielen rechtsextremer Aktivitäten die Reaktionen aus der offiziellen staatlichen Politik, der Justiz und der Mehrheitsgesellschaft gegenübergestellt, und diese Reaktionen in ihren die rechte Szene teilweise ungewollt begünstigenden Auswirkungen kritisch hinterfragt. Im dritten Teil wird auch die internationale Vernetzung der Neonazi-Szene sowie der Aufstieg neofaschistischer und rechtspopulistischer Parteien außerhalb Deutschlands behandelt. Der vierte Teil geht gesondert auf die Entwicklung und die Geschichte der rechtsterroristischen Gruppe Nationalsozialistischer Untergrund (NSU) sowie die Versäumnisse der staatlichen Behörden (Polizei und Verfassungsschutz) bei der Ermittlungsarbeit bis 2012 ein.
Die Dokumentarfilmreihe wurde von Spiegel TV und dem Infokanal ZDFinfo des Zweiten Deutschen Fernsehens (ZDF) unter Heranziehung von im Thema profunden Autoren, Journalisten, Vertretern gesellschaftlicher Gruppen und Sozialwissenschaftlern produziert. Dabei kommen beispielsweise der Autor Andreas Speit, der Sozialpsychologe und Leiter der seit 2002 herausgegebenen Mitte-Studien Oliver Decker, der für Die Zeit tätige Journalist Christian Fuchs, der Kriminalist und Gründer von EXIT Deutschland Bernd Wagner sowie die schwedische Journalistin Lisa Bjurwald neben anderen mit erläuternden Beiträgen zwischen den aus Nachrichtensendungen und anderen Dokumentationen zusammengestellten Filmbeiträgen aus fünf Jahrzehnten zu Wort.
Die Erstausstrahlung von Die neuen Nazis erfolgte ab 29. Oktober 2012 (erste Folge, danach im einwöchigen Abstand bis 19. November 2012 die weiteren Folgen) im Spartenkanal Spiegel Geschichte und wurde später – mehrfach wiederholt – auch auf ZDFinfo gesendet. Zuletzt wurde hierbei allerdings häufiger auf die Ausstrahlung des inhaltlich teilweise überholten vierten Teils zum NSU verzichtet.

## Einzelne Folgen
- Teil 1: Vor der Wende (45 Minuten)
- Teil 2: Wendezeit (45 Minuten)
- Teil 3: Internationale Netzwerke (45 Minuten)
- Teil 4: Der Nationalsozialistische Untergrund (45 Minuten)